# Ludwig van Beethoven (1712–1773)

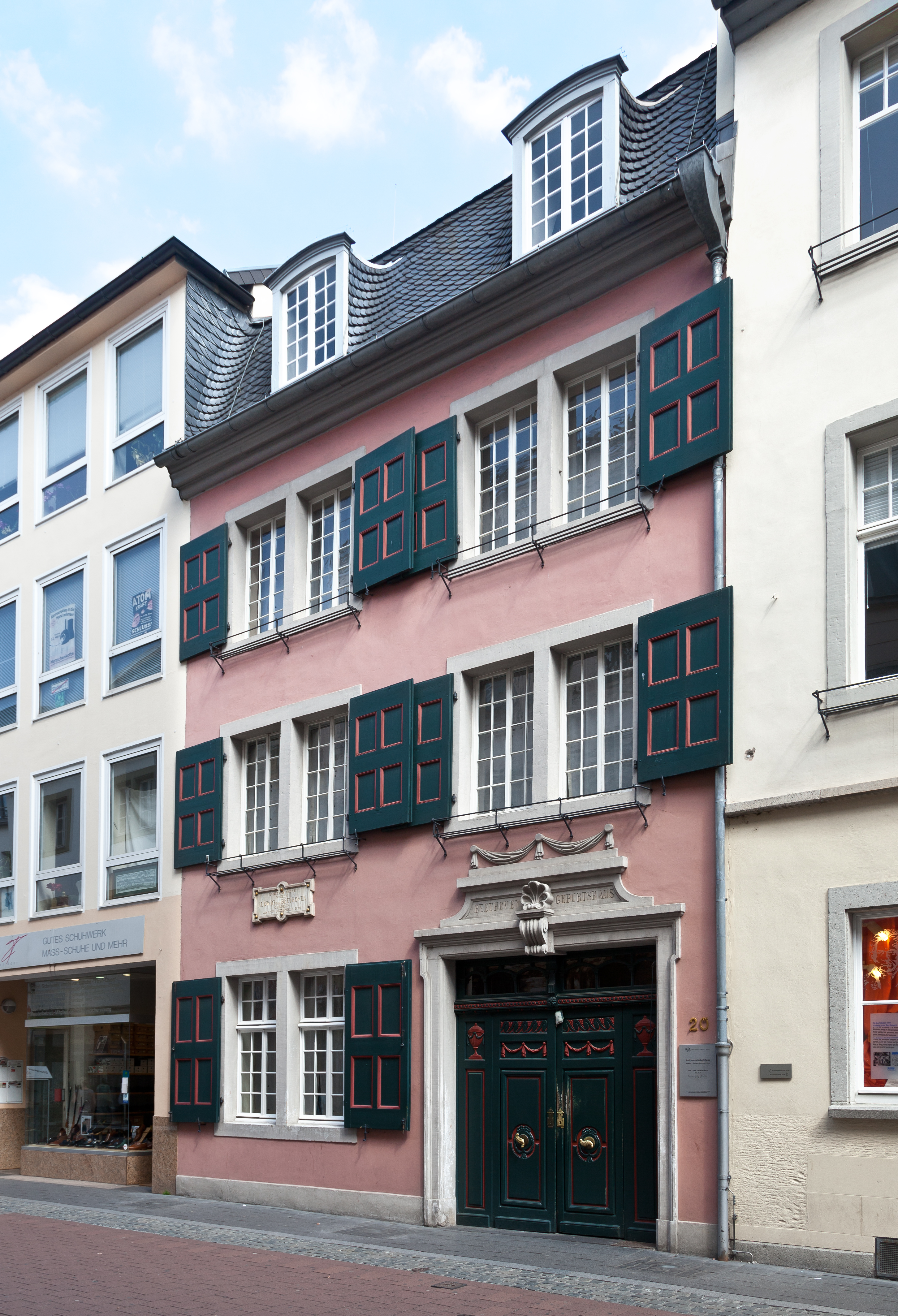
Casa Beethoven din Bonn

Ludwig (Lodewijk) van Beethoven (n. 5 ianuarie 1712, Mechelen, Senioria Mechelen, Belgia – d. 24 decembrie 1773, Bonn, Electoratul de Köln⁠(d)) a fost un cântăreț flamand (tenor/bas), dirijor de curte al prințului elector din Köln și bunicul compozitorului Ludwig van Beethoven.

## Origine
Ludwig van Beethoven (cel bătrân) s-a născut la Mechelen în 1712 ca al doilea fiu al maestrului brutar Michael van Beethoven (botezat pe 15 februarie 1684, Mechelen – d. 28 iunie 1749, Bonn) și al soției sale, Maria Louise Stuyckers (n. 24 aprilie 1685, Mechelen - d. 8 decembrie 1749 la Bonn). Pe lângă meseria de brutar, Michael van Beethoven se ocupa, de asemenea, cu vânzarea și cumpărarea de proprietăți imobiliare, mobilier vechi și tablouri. 
Ludwig van Beethoven a avut trei frați:
- Kornelius van Beethoven (botezat pe 25 septembrie 1708 la Mechelen – d. 16 iulie 1764 la Bonn)
- Ludwig van Beethoven (botezat pe 23 iunie 1710 la Mechelen – d. 22 septembrie 1710)
- Lambert Michael van Beethoven (botezat pe 25 iulie 1715 la Mechelen – d. 21 septembrie 1715)

## Viața
La vârsta de aproape șase ani Ludwig intră la școala corului de băieți a Catedralei arhiepiscopale din Mechelen unde devine membru al corului de băieți la 10 decembrie 1717.
Pe 12 octombrie 1725 Ludwig van Beethoven începe să studieze cu Anton Colfs, organist și maestru de carillon al catedralei, cel care îl inițiază în tabulatură și care îi dă primele lecții de clavecin și orgă. Despre perioada ce a urmat sfârșitului uceniciei sale în primăvara anului 1727, nu se cunosc detalii legate de viața lui Ludwig van Beethoven cel bătrân.
În noiembrie 1731 Ludwig devine tenor la Biserica Sf. Peter din Leuven, fiind acolo și înlocuitor al dirijorului. Se pare că acest post i s-a acordat cu sprijinul lui Rombout van Kiel, canonic al Bisericii Sf. Peter și fost coleg de școală al lui Michael van Beethoven (tatăl lui Ludwig).
Pe 2 septembrie 1732 Ludwig van Beethoven devine cântăreț la Catedrala  Sf. Lambertus din Liège, de data aceasta ca basist. Această schimbare s-a datorat probabil lui Francois Stoupy, director al Colegiului Liège din Leuven și prieten al lui Rombout van Kiel.
În martie 1733 Ludwig van Beethoven se mută la curtea din Bonn la dorința prințului elector de Köln, Clemens August de Bavaria, după ce acesta l-a auzit cântând la Liège.
Pe 17 noiembrie 1733 Ludwig van Beethoven se căsătorește cu Maria Josepha Poll (n. în jurul anului 1714, d. 30 septembrie 1775 la Bonn). Din căsătorie au rezultat trei copii:
- Maria Bernhardine Ludovica van Beethoven (botezată pe 28 august 1734 la Bonn – d. 17 octombrie 1735 la Bonn);
- Markus Joseph van Beethoven (botezat pe 25 aprilie 1736 la Bonn – d. data și locul sunt necunoscute);
- Johann van Beethoven (n. 14 noiembrie 1740 probabil la Bonn – d. 18 decembrie 1792 la Bonn), tatăl compozitorului Ludwig van Beethoven.

Familia locuiește inițial în vechea școală gimnazială iezuită din Wenzelgasse, ulterior într-o casă deținută de maestrul brutar Fischer în Rheingasse nr. 386 și în cele din urmă în clădirea oficiului poștal din Bonngasse nr. 386, vizavi de Casa Beethoven (Bonngasse nr. 515).
În anul 1760 speranța lui Ludwig de a deveni capelmaestru la curtea din Bonn este năruită, postul fiind ocupat de mai tânărul său coleg Joseph Touchemoulin, care era violonist cu experiență și deja compunea. După moartea lui Clemens August al Bavariei pe 6 februarie 1761, urmașul acestuia la tron, Maximilian Friedrich von Königsegg-Rothenfels, a fost constrâns să ia măsuri de austeritate. Astfel Ludwig preia postul de capelmaestru, îndeplinind în același timp funcția de cântăreț și de dirijor, iar Touchemoulin pleacă la Regensburg datorită acestor schimbări.
Ludwig van Beethoven continuă, de asemenea, comerțul cu vin, afacere pe care o construise în anii precedenți, clienții lui principali fiind olandezi. Sumele obținute de Ludwig din comerțul cu vin nu sunt cunoscute. Moare pe 24 decembrie 1773 la Bonn. Moștenirea primită de fiul său, Johann van Beethoven, a fost mai mare decât suma datoriilor rămase de acoperit.
Descrierea făcută de maestrul brutar Fischer, a constituit sursa de inspirație pe baza căreia Amelius Radoux a realizat un portret al lui Ludwig van Beethoven (cel bătrân): „Statura capelmaestrului. Un bărbat înalt, chipeș, frunte lată, nas rotund, ochi mari și proeminenți, obraji rotunzi și roșii, o figură foarte serioasă”. Ludwig van Beethoven era „un om mic de statură, puternic, cu ochi deosebit de vioi”, potrivit medicului Franz Gerhard Wegeler, cel care a fost prietenul compozitorului Ludwig van Beethoven încă din copilărie. 
Fischer și Wegeler îl descriu ca fiind un om cu caracter serios și onorabil, conștiincios în profesie și în conducerea propriei gospodării, dovedind amabilitate și sociabilitate.
Deși Ludwig van Beethoven (compozitorul) avea doar 3 ani la moartea bunicului său, el l-a admirat întotdeauna. Astfel, trăind la Viena, de fiecare dată când schimba locuința (ceea ce se întâmpla foarte des) lua cu el portretul bunicului, pictat de Radoux, căruia îi găsea întotdeauna un loc de cinste.